# Giro del Belgio 1985
Il Giro del Belgio 1985, sessantasettesima edizione della corsa e valida come evento UCI categoria CB.1, si svolse dal 13 al 18 agosto 1985, per un percorso totale di 920,3 km suddiviso in 1 prologo più 5 tappe. Fu vinto dal belga Ludo Peeters che concluse il giro con il tempo totale di 23 ore, 21 minuti e 14 secondi, alla media di 39,4 km/h.

## Tappe
| Tappa  | Data      | Percorso                                   | km    | Vincitore di tappa   | Leader cl. generale |
| ------ | --------- | ------------------------------------------ | ----- | -------------------- | ------------------- |
| Prol.  | 13 agosto | Eecklo (Cron. individuale)                 | 4,5   | Jelle Nijdam         |                     |
| 1ª     | 14 agosto | Gand > Mont-de-l'Enclus                    | 187   | Ludo Peeters         |                     |
| 2ª     | 15 agosto | Mont-de-l'Enclus > Chapelle les Herlaimont | 179   | Phil Anderson        |                     |
| 3ª-1ª  | 16 agosto | Chapelle les Herlaimont > Rochefort        | 128   | Jean-Paul van Poppel |                     |
| 3ª-2ª  | 16 agosto | Rochefort > Lessive (Cron. individuale)    | 29,8  | Phil Anderson        |                     |
| 4ª     | 17 agosto | Lessive > Olen                             | 211   | Eddy Planckaert      |                     |
| 5ª     | 18 agosto | Olen > Genval                              | 181   | Jozef Lieckens       | Ludo Peeters        |
| Totale | Totale    | Totale                                     | 920,3 |                      |                     |

## Dettagli delle tappe

### Prologo
- 13 agosto: Eecklo – Cronometro individuale – 4,5 km

Risultati
| Pos. | Corridore         | Squadra      | Tempo |
| ---- | ----------------- | ------------ | ----- |
| 1    | Jelle Nijdam      | Kwantum Hal. | 4'17" |
| 2    | Phil Anderson     | Panasonic    | a 1"  |
| 3    | Eric Vanderaerden | Panasonic    | a 2"  |

### 1ª tappa
- 14 agosto: Gand > Mont-de-l'Enclus – 187 km

Risultati
| Pos. | Corridore     | Squadra      | Tempo    |
| ---- | ------------- | ------------ | -------- |
| 1    | Ludo Peeters  | Kwantum Hal. | 4h53'00" |
| 2    | Rudy Matthys  | Hitachi      | a 1'28"  |
| 3    | Joseph Jacobs | Verandalux   | a 1'29"  |

### 2ª tappa
- 15 agosto: Mont-de-l'Enclus > Chapelle les Herlaimont – 179 km

Risultati
| Pos. | Corridore        | Squadra   | Tempo    |
| ---- | ---------------- | --------- | -------- |
| 1    | Phil Anderson    | Panasonic | 4h37'00" |
| 2    | Étienne De Wilde | Safir     | a 2"     |
| 3    | Eddy Planckaert  | Panasonic | a 22"    |

### 3ª tappa-1ª semitappa
- 16 agosto: Chapelle les Herlaimont > Rochefort – 128 km

Risultati
| Pos. | Corridore            | Squadra      | Tempo    |
| ---- | -------------------- | ------------ | -------- |
| 1    | Jean-Paul Van Poppel | Skala        | 3h16'40" |
| 2    | Eddy Planckaert      | Panasonic    | s.t.     |
| 3    | Benny Van Brabant    | Tönissteiner | s.t.     |

### 3ª tappa-2ª semitappa
- 16 agosto: Rochefort > Lessive – Cronometro individuale – 29,8 km

Risultati
| Pos. | Corridore        | Squadra   | Tempo   |
| ---- | ---------------- | --------- | ------- |
| 1    | Phil Anderson    | Panasonic | 39'08"  |
| 2    | Bert Oosterbosch | Panasonic | a 1'11" |
| 3    | Étienne De Wilde | Safir     | a 1'16" |

### 4ª tappa
- 16 agosto: Lessive > Olen – 211 km

Risultati
| Pos. | Corridore       | Squadra   | Tempo    |
| ---- | --------------- | --------- | -------- |
| 1    | Eddy Planckaert | Panasonic | 5h15'40" |
| 2    | Marc Maertens   | TeVe Blad | s.t.     |
| 3    | Jozef Lieckens  | Lotto     | s.t.     |

### 5ª tappa
- 16 agosto: Olen > Genval – 181 km

Risultati
| Pos. | Corridore        | Squadra   | Tempo    |
| ---- | ---------------- | --------- | -------- |
| 1    | Jozef Lieckens   | Lotto     | 4h30'40" |
| 2    | Eddy Planckaert  | Panasonic | s.t.     |
| 3    | Étienne De Wilde | Safir     | s.t.     |

## Classifiche finali

### Classifica generale
| Pos. | Corridore           | Squadra      | Tempo     |
| ---- | ------------------- | ------------ | --------- |
| 1    | Ludo Peeters        | Kwantum Hal. | 23h21'14" |
| 2    | Phil Anderson       | Panasonic    | a 23"     |
| 3    | Rudy Matthys        | Hitachi      | a 43"     |
| 4    | Jozef Lieckens      | Lotto        | a 1'22"   |
| 5    | Étienne De Wilde    | Safir        | a 2'01"   |
| 6    | Eddy Schepers       | Lotto        | a 2'02"   |
| 7    | André Lurquin       | Tönissteiner | a 2'11"   |
| 8    | Joseph Jacobs       | Verandalux   | a 2'18"   |
| 9    | Eric Van Der Aerden | Panasonic    | a 3'06"   |
| 10   | Rudy Dhaenens       | Hitachi      | a 3'22"   |

### Classifica a punti
| Pos. | Corridore      | Squadra | Tempo |
| ---- | -------------- | ------- | ----- |
| 1    | Jozef Lieckens | Lotto   | ?     |